# Calothamnus arcuatus
Calothamnus arcuatus är en myrtenväxtart som beskrevs av Alexander Segger George. Calothamnus arcuatus ingår i släktet Calothamnus och familjen myrtenväxter. Inga underarter finns listade i Catalogue of Life.